# Fukuno
Fukuno (福野町, Fukuno-machi) est un ancien bourg du Japon situé dans l'ancien district d'Higashitonami de la préfecture de Toyama.

## Géographie

### Démographie
En 2003, le bourg comptait une population estimée à 14 526 habitants pour une densité de 458,09 hab./km2. Sa superficie totale était de 31,71 km2.

## Histoire
Le 1er novembre 2004, Fukuno, les villes d'Inami et Johana, les villages d'Inokuchi, Kamitaira, Taira et Toga (tous du district d'Higashitonami), et la ville de Fukumitsu (du district de Nishitonami) ont fusionné pour créer la ville de Nanto.